# Episimus caveatus
Episimus caveatus is een vlinder uit de familie van de bladrollers (Tortricidae). De wetenschappelijke naam van de soort is voor het eerst gepubliceerd in 1912 door Edward Meyrick.
De soort komt voor in Jamaica, Trinidad, Costa Rica, Panama, Venezuela, Frans-Guyana en Guyana tot een hoogte van 1100 meter.